# Liste der Monuments historiques in Orconte
Die Liste der Monuments historiques in Orconte führt die Monuments historiques in der französischen Gemeinde Orconte auf.

## Liste der Objekte
| Bezeichnung                                           | Beschreibung                                                           | Standort                        | Kennzeichnung | Schutzstatus | Datum | Bild |
| ----------------------------------------------------- | ---------------------------------------------------------------------- | ------------------------------- | ------------- | ------------ | ----- | ---- |
| Marienaltar                                           | rechter Seitenaltar; Holz, 18. Jahrhundert                             | in der Kirche St-Georges (Lage) | PM51003473    | Inscrit      | 2003  |      |
| Skulptur Madonna mit Kind                             | Holz, farbig gefasst, 18. Jahrhundert                                  | in der Kirche St-Georges (Lage) | PM51001294    | Classé       | 1911  |      |
| Zwei Skulpturen: Heiliger Nikolaus und heiliger Georg | Stein, 18. Jahrhundert                                                 | in der Kirche St-Georges (Lage) | PM51003474    | Inscrit      | 2003  |      |
| Hauptaltar                                            | Altartisch und Tabernakel; Holz, farbig gefasst und vergoldet, um 1700 | in der Kirche St-Georges (Lage) | PM51001734    | Classé       | 2006  |      |
| Skulptur Heilige Margaretha                           | Stein, 18. Jahrhundert                                                 | in der Kirche St-Georges (Lage) | PM51003475    | Inscrit      | 2003  |      |
| Sechs Kirchenfenster                                  | aus dem 16. Jahrhundert                                                | in der Kirche St-Georges (Lage) | PM51000610    | Classé       | 1911  |      |
| Taufbecken                                            | Stein, 18. Jahrhundert                                                 | in der Kirche St-Georges (Lage) | PM51003476    | Inscrit      | 2003  |      |